# Kotochalia brunnescens
Kotochalia brunnescens är en fjärilsart som beskrevs av M.Gaede 1929. Kotochalia brunnescens ingår i släktet Kotochalia och familjen säckspinnare. Inga underarter finns listade i Catalogue of Life.